# ジュディ・データー
ジュディ・データー（Judy Dater、1941年6月21日 - ）は、アメリカ合衆国の写真家、フェミニスト。イモージン・カニンガム（アメリカにおける女性カメラマンの草分けの1人）が、ヨセミテ国立公園の森で妖精に遭遇する場面を撮影した1974年の作品「ヨセミテのイモージンとトゥインカ」 (Imogen and Twinka at Yosemite) で知られている。妖精を演じたのは、モデルのトゥインカ・スィーボードである。この写真は1976年のライフ誌「the first 200 years of American women」特集号に発表された。一連のセルフ・ポートレイトなどの作品がJ・ポール・ゲティ美術館にも展示されている。

## 来歴
データーは1941年ハリウッドに生まれ、ロサンゼルスで育った。父親は映画館を経営しており、彼女は映画を通して世界を知っていった。それは写真撮影にも大きな影響を及ぼした。1959年から1962年までUCLAで美術を学び、その後サンフランシスコへ移りサンフランシスコ州立大学から1963年に学士号、1966年に修士号を授与された。サンフランシスコ州立大学で後の夫となるジャック・ウェルポットから初めて写真を学んだ。1975年にウェルポットと結婚し、共作で「Women and Other Visions」という写真集も上梓したが、1977年に離婚。
1964年、データーはビッグサー・ホットスプリングスで開かれていたエドワード・ウェストンの生涯と業績に焦点をあてるワークショップ（後にエサレン研究所となった）で写真家のイモージン・カニンガムと出会い、その人生と仕事に多大な影響を受けた。2人は肖像画法に対する関心を共有し、1976年にカニンガムが亡くなるまで友人関係は続いた。数年後、カニンガムと同時代の写真家・友人・家族へのインタビュー、データーとカニンガム双方の写真作品を満載した書籍「Imogen Cunningham: A Portrait」を発表。アンセル・アダムス、ブレット・ウェストン、ウィン・バロック、カニンガム達に代表される西海岸の写真学校コミュニティーの一員となった。彼ら全員がデーターの仕事に関心を持ち、写真家の仕事を続けるように勧めた。
セルフ・ポートレイトでも知られている。 彼女はしばしば女性が意識的・無意識的に持つ不安を表す人格を作り上げる。セルフ・ポートレイトの連作には「Ms. Cling Free」や「Leopard Woman.」と言ったタイトルが冠されている。自然光を使った他の女性の肖像写真も撮っている。1979年までは白黒写真撮影の仕事しかしていなかったが、その後はカラー写真の仕事も交えている。
その他の作品集としては「Judy Dater: Twenty Years」 (1986年)、「Body and Soul」 (1988年)、「Cycles」 (日本版1992年、アメリカ版1994年) などが挙げられる。1978年にグッゲンハイム奨励金を授与された。また全米芸術基金から個人芸術家補助金を1976年と1988年の2度受けている。
ジュディ・データーは2015年5月現在、カリフォルニア州バークレーに夫のジャック・B・フォン・ユウと共に住んでいる。彼女の経歴は長く、変化に富んでいる。平行して絶え間無く、教鞭を取り、書籍を作り、海外に旅行し、ワークショップを行い、プリントやビデオを作成し、写真撮影を行なった。

## 写真術
ジュディ・データーは、女体に関する従来の概念に疑問を呈するための手段として写真撮影を用いた。初期の仕事はフェミニスト運動の出現に呼応しており、後の仕事にも強く関係していく。正面を向いた女性の裸体が猥褻と考えられていた時代に、裸の女性の写真を撮ることにより限界を押し広げた。しかし彼女は被写体（多くの場合、彼女自身であった）を客観化しない方法をとった。1960年代に写真を撮り始め、2015年に至っても撮り続けている。80年代前半に被写体となったアイダホ在住のマーク・ジョンストンによると「彼女は決して流行に惑わされたり迎合する事は無く、彼女自身のビジョンに従って行動していた。彼女は芸術の世界、特に写真の世界では数少ない成功した女性の1人だ。継続中の学術的支援に依存する事無く、彼女自身の芸術的探求を発展させている」。経歴を通して、扱うテーマやメッセージは比較的に変化しなかったが、様々な作品に挑戦して仕事を発展させた。写真、特に専門とする肖像写真は、白黒とカラーの双方で撮られた。セルフ・ポートレイトは南西部の砂漠で撮られ、或いはより明白に行動主義を誇示する女性の類型化したポーズをとった。1982年の肖像「Ms. Clingfree」は後者に属し、データーは各種クリーニング用品と一緒にポーズをとっている。
データーは写真撮影とフェミニズムの活発な文化的交わりと、1960年代に始まり1980年代まで続いたフェミニズムの第2の波に影響を受けた。1980年代には大きく転換し、アメリカは全体的に政治体質がより保守的になった。女性解放運動の勢いは減速し始め、多くのフェミニストは性差別主義的な意見や態度の継続に落胆した。データーはパワフルな写真撮影と個人的センスによって、これらの保守的な価値観を凌ぐことができ、オーディエンスに効率的に意見を伝えることが可能だった。
1980年代の有名なセルフ・ポートレイト連作の1つは自己同一性、フェミニズム、自然と人間の関係をテーマとした。効果的にこれらのテーマを伝え、尚かつ写真撮影を通し女性の人生、人間関係、個人的感情の物語を付加した。例えば「My Hands, Death Valley」と名付けられた写真では、車のウィンドウを掴むアーティストの手を通してフェミニズムのテーマが語られる - 彼女の手には老化の徴候としてのしわが寄っている。自己同一性のテーマはフェミニズムのテーマに関連して探求される。背景はかすんだデスヴァレー、大地は乾き、彼女の手は年月に晒され、自動車のウィンドウをこじ開けようとしている。自然と人間との関係のテーマは、自然を背景に自分自身を配置する事により表している。

## 主な著書
- 1975年: "Women and Other Visions" ジャック・ウェルポットと共著、Morgan & Morgan、ISBN 978-0-87-100083-5
- 1979年: "Imogen Cunningham: A Portrait" New York Graphic Society、ISBN 978-0-82-120751-2
- 1986年: "Judy Dater: Twenty Years" 解説: ジェームス・L・エンヤート（英語版）、University of Arizona Press、ISBN 978-0-81-650954-6
- 1988年: "Body & Soul: Ten American Women" キャロリン・コーマン（英語版）と共著、Hill & Co.、ISBN 978-0-94-059516-3
- 1992年: "サイクルズ: ジュディ・データー写真集" 対談: ドナ・シュタイン、解説: 笠原美智子、講談社、ISBN 978-4-06-206037-0
- 1994年: "Cycles. Judy Dater" （日本版に加え）解説: クラリッサ・ピンコラ・エステス（英語版）、序文: シェリル·コンケルトン、Curratorial Assistance、ISBN 978-0-96-282220-9